# Paulinha
Paulinha (en francès Pauligne) és un municipi del departament de l'Aude, a la regió d'Occitània.